# Шубин, Виктор Игнатьевич
Ви́ктор Игна́тьевич Шу́бин (1919—1997) — советский сельскохозяйственный деятель, директор зерносовхоза ордена Трудового Красного Знамени имени газеты «Правда» Джамбейтинского района Западно-Казахстанской области, Герой Социалистического Труда (1957).

## Биография
Родился 22 января 1919 года в селе Верхне-Усинском Минусинского уезда Енисейской губернии (ныне Ермаковского района Красноярского края) в крестьянской семье Игнатия и Марии Шубиных, старшим из трёх детей. По национальности русский.
В 1930-х годах семья перебралась в город Талгар Алма-Атинской области (Казакская АССР). В 1937—1941 годах учился в Алма-Атинском зооветеринарном институте, окончив который, работал в 1941—1942 годах старшим зоотехником совхоза «Восточный» Акмолинской области.
В 1942—1946 годах проходил службу в воздушно-десантных войсках Красной Армии. Участник Великой Отечественной войны. Принимал участие в боях на Северо-Западном фронте, получил ранение под Старой Руссой, после чего находился на излечении в госпитале. Прошёл курс обучения в Саранском военно-пехотном училище, получил звание гвардии лейтенанта. В 1943 году вступил в ВКП(б).
После демобилизации работал заместителем директора мулзавода № 122 Чимкентской области и старшим зоотехником конезавода № 111 Кокчетавской области. С 1950 года — директор конезавода № 117 в Джамбейтинском (ныне Сырымском) районе Западно-Казахстанской области. Приказ о назначении на конезавод был подписан заместителем Министра сельского хозяйства СССР по коневодству С. М. Будённым.
Зимой 1956 года конезавод № 117 был объединён с зерносовхозом имени газеты «Правда». Во главе реорганизованного зерносовхоза «Правда» встал бывший директор конезавода Виктор Игнатьевич Шубин, уже проявивший себя способным организатором сельскохозяйственного производства. В связи с коренным изменением профиля руководимого им хозяйства директору пришлось многое начинать заново. Необходимо было повысить собственную квалификацию в области полеводства, изучить в этом направлении новые методы и опыт работы хозяйств, умело подобрать кадры специалистов. Предстояло совершенно по-новому организовать производственный процесс.
В совхозе трудилось много целинников, прибывших из РСФСР и Украинской ССР. Значительную часть работников составляли немцы. Коллектив совхоза под руководством В. И. Шубина добился значительных результатов. За короткий срок хозяйство стало высокорентабельным, многоотраслевым, выдвинулось в число передовых. В результате введения в оборот только под зерновые культуры почти 30 тысяч гектаров целинных земель резко расширилась посевная площадь, увеличилась сдача хлеба государству. В 1956 году совхоз собрал небывало высокий урожай, по 11 центнеров с гектара, и сдал государству 1 миллион 800 тысяч пудов хлеба.
Указом Президиума Верховного Совета СССР от 11 января 1957 года за особо выдающиеся успехи, достигнутые в работе по освоению целинных и залежных земель, и получение высокого урожая Виктору Игнатьевичу Шубину присвоено звание Героя Социалистического Труда с вручением ордена Ленина и золотой медали «Серп и Молот».
В 1963 году возглавляемое им хозяйство сдало государству 215 тысяч центнеров хлеба, а в 1964 году — 348 тысяч центнеров. Семилетний план сдачи государству хлеба совхоз выполнил на 144,5 процента. Вместе с этим в совхозе успешно развивалось животноводство. В 1966 году в хозяйстве насчитывалось 3527 голов крупного рогатого скота, 22 тысячи овец и 2400 свиней. 
Большое внимание уделялось директором социальной сфере. В селе Тоганас была отстроена центральная усадьба, появились мощная котельная, дворец культуры, средняя школа, больница, поликлиника, торговый центр, стадион, баня. Улицы села были озеленены, тротуары заасфальтированы. В 1968 году совхоз был признан образцово-показательным хозяйством. Директор передового совхоза ещё не раз был отмечен самыми высокими государственными наградами.
Избирался депутатом Верховного Совета Казахской ССР, делегатом XXV съезда КПСС (1976).
Вышел на заслуженный отдых в 1995 году. Умер 25 августа 1997 года на 79-м году жизни. Похоронен на кладбище села Тоганас.

## Память
Одна из улиц города Уральска названа именем В. И. Шубина.
В школе имени В. И. Шубина в селе Тоганас Сырымского района организован мемориальный музей в память о директоре совхоза; на здании школы размещена мемориальная доска.
Учреждён турнир по вольной борьбе на приз Героя Социалистического Труда, депутата Верховного Совета Казахской ССР В. И. Шубина.

## Семья
Жена: Нина Михайловна Шубина (по паспорту Дарья), в девичестве Парфёнова (21.03.1922—2008), работала главным инженером-технологом общественного питания зерносовхоза имени газеты «Правда».
Двое сыновей: Юрий (род. 28.05.1950, окончил Куйбышевский авиационный институт имени С. П. Королёва), Аркадий (15.01.1956 — 26.06.2018), окончил Уральский сельскохозяйственный институт). Внук: Шубин Виктор Юрьевич (род.25.07.1973), внучка: Шубина Татьяна Юрьевна (род.12.10.1984), внучка: Ласковая (Шубина) Анна Аркадьевна (род. 17.05.1990) внук Шубин Иван Аркадьевич (род.08.01.1983),внук Шубин Владимир Аркадьевич (род.22.06.1984)

## Награды
- золотая звезда «Серп и Молот» (11.01.1957)
- четыре ордена Ленина (11.01.1957; 19.04.1967; 14.02.1975; 24.12.1976)
- орден Октябрьской Революции (08.04.1971)
- орден Отечественной войны I степени (11.03.1985)
- медали СССР